# Parque natural del monasterio de Rila
El parque natural del monasterio de Rila (en búlgaro: Природен парк "Рилски манастир") es uno de los mayores parques naturales de Bulgaria, con una extensión de 252,535 km² en la parte occidental de la cordillera de Rila, a una altitud de entre 750 y 2.713 metros. Se encuentra en el municipio de Rila, en la provincia de Kyustendil, e incluye bosques, prados de montaña, zonas alpinas y 28 lagos glaciares. Con algo más de un millón de visitantes, es el segundo parque natural más visitado del país, después del parque natural de Vitosha.
Fue establecido en 1992 como parte del recién fundado parque nacional Rila. En 2000, parte del territorio del parque nacional fue reasignado al monasterio de Rila y recategorizado como parque natural porque por ley todas las tierras de los parques nacionales son de propiedad exclusiva del Estado. La mayor parte del parque es propiedad del monasterio. El parque incluye una reserva natural, el bosque del monasterio de Rila, con una superficie de 36.65 km², o el 14% de su territorio total.
El parque se encuentra completamente dentro de la ecorregión terrestre de bosques mixtos montanos de Rodope del bioma de bosques templados de hoja ancha y mixtos del Paleártico. Hay aproximadamente 1400 especies de plantas vasculares, 282 especies de musgos y 130 especies de algas de agua dulce. La fauna está representada por 52 especies de mamíferos, 122 especies de aves, 12 especies de reptiles, 11 especies de anfibios y 5 especies de peces, así como 2600 especies de invertebrados. El endémico roble de Rila ( Quercus protoroburoides ) habita solo en el valle del río Rilska dentro de los límites del parque y es de especial importancia para la conservación.
El parque lleva el nombre del monasterio de Rila, un centro cultural y espiritual de Bulgaria, fundado durante el Primer Imperio Búlgaro por el asceta del siglo X y santo Juan de Rila. Fue designado Patrimonio de la Humanidad por la UNESCO en 1983.

## Citas
1. ↑  «Rila Monastery Nature Park: Publications. Basic Information». Trans-Border Network. Archivado desde el original el 31 de mayo de 2015. Consultado el 4 de julio de 2015.
2. ↑  «Rila Monastery Nature Park: Basic Information». Trans-Border Network. Archivado desde el original el 27 de abril de 2017. Consultado el 4 de julio de 2015.